# Mendoncia rizziniana
Mendoncia rizziniana är en akantusväxtart som beskrevs av S.R. Profice. Mendoncia rizziniana ingår i släktet Mendoncia och familjen akantusväxter. Inga underarter finns listade i Catalogue of Life.